# Roma Ligocka
 (novembre 2017).
Si vous disposez d'ouvrages ou d'articles de référence ou si vous connaissez des sites web de qualité traitant du thème abordé ici, merci de compléter l'article en donnant les références utiles à sa vérifiabilité et en les liant à la section « Notes et références ».
Roma Ligocka (née Roma Liebling le 13 novembre 1938 à Cracovie) est une écrivain et artiste-peintre polonaise.

## Biographie
Née à l'aube de la Seconde Guerre mondiale, de parents juifs polonais, Roma Ligocka passe sa petite enfance dans un climat de terreur et d'angoisse. En 1941, elle et sa famille sont enfermés dans le ghetto de Cracovie. Ce n'est qu'en 1943, en possession de papiers au nom de Ligocka, que sa mère et elle parviennent à s'échapper du ghetto et trouvent refuge chez une famille polonaise. En mai 1945, à la libération de Cracovie, le père de Roma, David Liebling, revient du camp d'Auschwitz, duquel il s'est enfui. Peu de temps après, il est arrêté par les autorités. Ancien déporté de Plaszow, on lui reproche son zèle dans son activité de kapo au sein du camp. Il est libéré peu avant son décès en novembre 1946.
Son intérêt pour la peinture, le dessin et l'écriture la poussent à intégrer l'Académie des Beaux-Arts de Cracovie. Elle devient décoratrice de théâtre, tout en acquérant une certaine notoriété dans sa ville grâce à ses tableaux. En juin 1965, Ligocka, divorcée une première fois, épouse le directeur de théâtre polonais Jan Biczycki. Ensemble, ils quittent la Pologne communiste pour Vienne, puis partent pour l'Allemagne. Roma Ligocka, très marquée par son passé qu'elle s'efforce d'oublier, est sujette à des dépressions et des crises d'angoisse, et devient pharmacodépendante à l'insu de son entourage.
Le déclic qui lui permettra de regarder en face son enfance sera la projection du film de Steven Spielberg, La Liste de Schindler. Elle y assiste en 1994, sur invitation du maire de Cracovie et se reconnaît dans la petite fille en manteau rouge qui traverse le ghetto. Par l'écriture de son roman La Petite Fille au manteau rouge, elle va extérioriser ses souvenirs et témoigner de ce qu'elle a vécu enfant.
Ligocka a depuis écrit trois autres romans, tous de nature autobiographique. Deux d'entre eux, La Petite Fille au manteau rouge (en allemand, Das Mädchen im roten Mantel) ainsi que L'écriture de mon père (en allemand, Die Handschrift meines Vaters) ont été traduits en français. Elle partage désormais sa vie entre Munich et Cracovie.
Roma Ligocka a un fils, Jakob, et est la cousine du cinéaste Roman Polanski.